# Saunasaari (ö i Södra Savolax, Pieksämäki, lat 62,29, long 26,79)
Saunasaari är en ö i Finland. Den ligger i sjön Pyhäjärvi och i kommunen Pieksämäki i den ekonomiska regionen  Pieksämäki ekonomiska region  och landskapet Södra Savolax, i den centrala delen av landet, 250 km norr om huvudstaden Helsingfors. Öns area är 0,9 hektar och dess största längd är 190 meter i sydöst-nordvästlig riktning.